# Partido Humanista Peruano
El Partido Humanista Peruano (PHP) es un partido político peruano, situado en la centroizquierda del espectro. Fue fundado el 29 de junio del 2001 por Yehude Simon Munaro.

## Historia
Inicialmente conocido como Movimiento Humanista Peruano, participó en las Elecciones Regionales y Municipales de 2002, en alianza con Unión por el Perú, obteniendo como resultado el triunfo de Yehude Simon para asumir el Gobierno Regional de Lambayeque.
En 2006 fueron parte de Concertación Descentralista, una coalición compuesta por agrupaciones socialdemócratas, humanistas y regionalistas, con la que se presentaron a las Elecciones Generales de dicho año.
En 2007, Simon Munaro asumió la Presidencia de la Asamblea Nacional de Gobiernos Regionales.
En 2008, tras haber sido reelectos para una nueva gestión en Lambayeque, Yehude Simon fue designado Presidente del Consejo de Ministros.
El partido formó parte de la Alianza Por El Gran Cambio para las Elecciones Generales de 2011, consiguiendo una curul en el Parlamento.
Para la contienda del 2016 compitieron sin alianzas, postulando a la Presidencia de la República a Yehude Simon. Sin embargo, antes del sufragio retiraron la candidatura. 
En mayo de 2017, el partido se alió con otras organizaciones políticas para conformar el frente Juntos por el Perú, cediendo su inscripción electoral en el Jurado Nacional de Elecciones, cambiándose el nombre y logo para asumir los de la nobel organización, de modo que se efectivizara la postulación electoral unificada de las organizaciones aliadas (las cuales no poseían inscripción electoral vigente). En 2020, los humanistas optan por retirarse, tras sufrir infraternidades y ser despojados de su registro. En adelante, el frente contó con la presencia de integrantes de Nuevo Perú para postular en las Elecciones Parlamentarias Extraordinarias y procesos electorales posteriores.

## Resultados Electorales

### Elecciones presidenciales
|  | 0.62 % |

|  | 18.51 % |

|  | 7.86 % |

### Elecciones parlamentarias
|  | 0.85 % |

|  | 14.42 % |

|  | 4,80 % |

|  | 6.59 % |

### Elecciones al Parlamento Andino
|  | 13.94 % |

|  | 6.98 % |

### Elecciones regionales y municipales
| Año  | Gobiernos Regionales                                                             | Alcaldías Provinciales                                                           | Alcaldías Distritales                                                            |
| Año  | Representantes                                                                   | Representantes                                                                   | Representantes                                                                   |
| ---- | -------------------------------------------------------------------------------- | -------------------------------------------------------------------------------- | -------------------------------------------------------------------------------- |
| 2002 | 2/25                                                                             | 6/196                                                                            | 36/1647                                                                          |
| 2006 | 1/25                                                                             | 0/196                                                                            | 1/1647                                                                           |
| 2010 | 0/25                                                                             | 2/196                                                                            | 8/1647                                                                           |
| 2014 | 0/25                                                                             | 1/196                                                                            | 9/1647                                                                           |
| 2018 | 0/25                                                                             | 0/196                                                                            | 10/1647                                                                          |
| 2022 | Participaron en alianza con el Movimiento Regional Sierra y Selva Contigo Junín. | Participaron en alianza con el Movimiento Regional Sierra y Selva Contigo Junín. | Participaron en alianza con el Movimiento Regional Sierra y Selva Contigo Junín. |

## Actualidad
Para las Elecciones Regionales y Municipales de 2022, en alianza con el Movimiento Regional Sierra y Selva Contigo Junín, a través de la candidatura de Dennys Cuba Rivera, ganaron la contienda por la Alcaldía Provincial de Huancayo. Anteriormente, en 2014, mediante Cuba Rivera, asumieron la Alcaldía Distrital de Quilcas.
En 2023, dentro del marco de las elecciones para elegir a la gestión 2023-2026 de la Asociación de Municipalidades del Perú (AMPE), Dennys Cuba recibió el respaldo de los alcaldes del país para asumir la Presidencia de dicha entidad.
A mediados del 2023, el PHP estableció una alianza breve con el partido Primero La Gente, organización con inscripción en el Registro de Organizaciones Políticas (ROP). Posteriormente decidieron retirarse para tentar la inscripción con su propia identidad. En ese sentido, se aliaron con la comunidad PEX (Peruanos en el Exterior) para dicho fin. Al no poder cumplir con los plazos establecidos por ley, en julio del 2025 formalizaron un Acuerdo Político con la agrupación Salvemos al Perú, de tal manera que puedan participar en las Elecciones Generales 2026.
No debe confundirse con los partidos humanistas adscritos a la Internacional Humanista.[cita requerida]